# Proboscidipparion
Proboscidipparion è un genere o sottogenere di mammiferi perissodattili estinti, appartenenti agli equidi. Visse tra il Pliocene e il Pleistocene inferiore (circa 4 - 1,5 milioni di anni fa) e i suoi resti fossili sono stati ritrovati in Cina, in Turchia e (forse) in Inghilterra.

## Descrizione
Proboscidipparion era un equide di grande taglia, assai simile per statura ai cavalli odierni. Rispetto ai suoi stretti parenti (i cavalli estinti del gruppo Hipparion), questo animale era di taglia generalmente maggiore. La caratteristica principale di Proboscidipparion era data dalla forma allungata del cranio, con la parte anteriore del muso particolarmente affusolata. Le ossa nasali, inoltre, erano molto arretrate e indicherebbero la presenza di un labbro carnoso prensile o addirittura di una corta proboscide. La parte inferiore delle ossa nasali erano ridotte a una sottile striscia diretta in avanti. I molari e i premolari superiori erano dotati di notevoli pieghe. 

## Classificazione

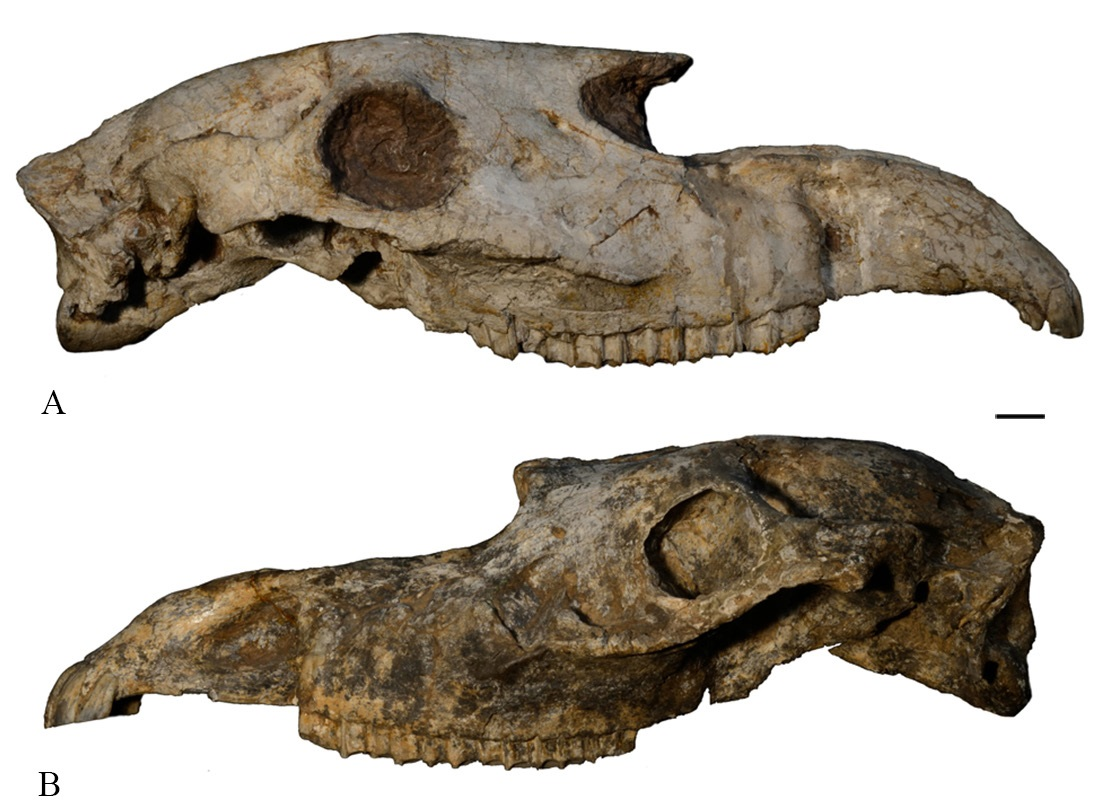
Crani di Proboscidipparion pater

Proboscidipparion è stato descritto per la prima volta da Sefve nel 1927, sulla base di un cranio di un individuo adulto ritrovato nei terreni del Pleistocene inferiore della zona di Langou, nella provincia di Henan in Cina. La specie tipo è Proboscidipparion sinense, di cui si conosce principalmente un altro cranio (Deng, 2012). Un'altra specie attribuita a Proboscidipparion è P. pater, più antica (Pliocene) e dotata di un cranio meno allungato. Nel Pliocene inferiore della Turchia è stata rinvenuta la specie P. heintzi.
Proboscidipparion è stato variamente considerato un genere a sé stante o un sottogenere di Hipparion. In ogni caso, rappresenta una linea evolutiva di quel gruppo di cavalli tridattili tipici del Neogene noti come ipparionini, dalla tassonomia estremamente complicata. Sembra che Proboscidipparion si sia sviluppato in Asia nel corso del Pliocene e sia sopravvissuto fino al Pleistocene inferiore, rappresentando uno degli ultimi ipparionini. 
Non è chiara l'origine di Proboscidipparion; alcune forme di Hipparion (le asiatiche H. dermatorhinus e H. forstenae, l'europea H. proboscideum) mostrano ossa nasali simili, molto arretrate, ma la cavità nasale non è mai così accentuata come in Proboscidipparion. Alcuni studi (Deng, 2012) ritengono che H. dermatorhinus sia un possibile stretto parente di questa linea evolutiva. 

## Paleoecologia
Sulla base di implicazioni ambientali e della morfologia dell'animale, si suppone che Proboscidipparion preferisse vivere in una zona dotata di corsi d'acqua e laghi. La struttura nasale simile a quella dei tapiri fa inoltre supporre un habitat paragonabile, così come il ritrovamento di fossili di castori nello stesso giacimento.